# Augusto Farfus
Augusto Farfus dos Santos Júnior (nacido el 3 de septiembre de 1983 en Curitiba, Brasil) es un piloto de automovilismo de velocidad que ha competido en turismos y gran turismos en los equipos oficiales de las marcas Alfa Romeo y BMW. Obtuvo 15 victorias en el Campeonato Mundial de Turismos, el cual finalizó tercero en 2006 y 2009, y cuarto en 2005 y 2007. Por otra parte, Farfus consiguió cuatro victorias en el Deutsche Tourenwagen Masters, resultando además subcampeón en 2013. Asimismo, obtuvo victorias absolutas en las 24 Horas de Nürburgring de 2010 y 2025, y victorias de clase en las 24 Horas dr Daytona de 2019 y 2020.

## Carrera

### Inicios
Su primer encuentro con el deporte motor fue en minimotos. Luego compitió en karting: fue campeón paranaense de cadetes, y desde 1993 hasta 1998 compitió en el campeonato paulista. En 1999 compitió en Europa y América del Norte con éxito.
Farfus pasó a pilotar monoplazas en 2000, cuando se inscribió en la Fórmula Renault Italiana y la Eurocopa. Fue campeón de la segunda en 2001, con cuatro victorias en diez carreras. El brasileño ascendió a la Fórmula 3000 Europea en 2002, donde terminó noveno corriendo para el equipo Draco. En 2003, ganó le campeonato al ganar cuatro carreras y subir al podio en ocho de las nueve carreras.

### ETCC y WTCC con Alfa Romeo
N-Technology, el equipo oficial de Alfa Romeo en el Campeonato Europeo de Turismos, fichó a Farfus en 2004. Ese año obtuvo seis podios en veinte carreras, y terminó sexto en el campeonato. El certamen se convirtió en el Campeonato Mundial de Turismos en 2005. El brasileño siguió corriendo en un Alfa Romeo 156 oficial, y resultó cuarto con una victoria en el Gran Premio de Macao y cuatro podios. 2006 fue su último año en N.Technology. Venció en tres carreras, obtuvo seis podios y finalizó tercero en el campeonato, detrás de los pilotos de BMW Andy Priaulx y Jörg Müller.

### WTCC con BMW

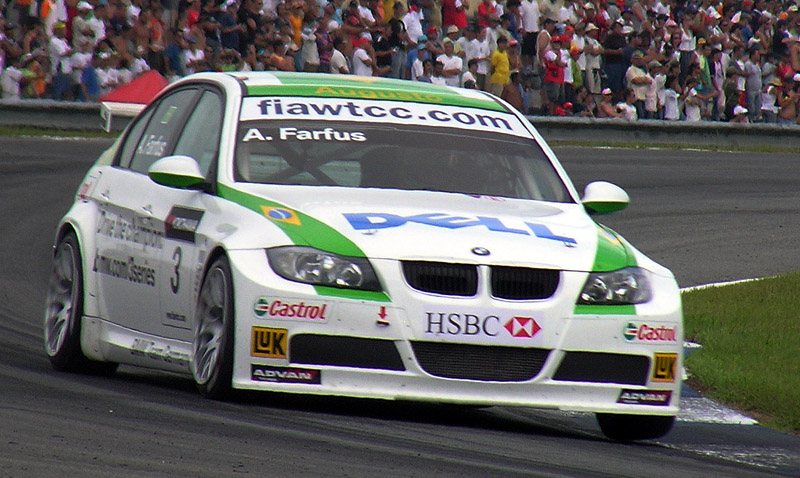
BMW Serie 3 de Augusto Farfus en la fecha de Curitiba del Campeonato Mundial de Turismos 2007.

En 2007, BMW contrató a Farfus como piloto oficial en el Campeonato Mundial de Turismos. Pilotando uno de los BMW Serie 3 de Schnitzer, ganó tres carreras, subió al podio en seis y culminó el año en cuarta colocación. El brasileño venció en dos carreras en 2008, consiguió cuatro podios y finalizó sexto en el campeonato.
De las 24 carreras de 2009, ganó seis y llegó segundo en tres, de manera que terminó tercero en el campeonato, superado por Gabriele Tarquini e Yvan Muller, ambos pilotos de SEAT. Schitzer y ROAL se retiraron del campeonato en 2010. Farfus consiguió una de las dos butacas del equipo RBM, el único oficial de BMW. Ese año no obtuvo ningún triunfo y solamente dos podios, con lo cual terminó séptimo en el campeonato.

### Resistencia
Farfus comenzó a correr en resistencia para la marca bávara en 2010, al participar en los 24 Horas de Nürburgring en un BMW Z4. En 2010, disputó los 1000 km de Spa-Francorchamps y las 24 Horas de Le Mans en un BMW M3 de la clase GT2, donde terminó cuarto y sexto en su clase respectivamente.
Ante el retiro de BMW del Campeonato Mundial de Turismos en 2011, el brasileño disputó todas las fechas de la Copa Intercontinental Le Mans, nuevamente en un BMW M3 oficial. Fue tercer piloto de Dirk Werner y Bill Auberlen en las fechas estadounidenses, también puntuables para la American Le Mans Series, y corrió en las demás junto a Jörg Müller, teniendo como tercer piloto en las 24 Horas de Le Mans a Dirk Werner. Resultó segundo en las 12 Horas de Sebring, cuarto en Spa-Francorchamps, abandonó en las 24 Horas de Le Mans, llegó tercero Imola, sexto en Silverstone, tercero en Petit Le Mans, y primero en Zhuhai. Así, Farfus fue pieza fundamental en la pelea por los títulos de equipos de GTE Pro y constructores de GTE, que finalmente perdieron ante AF Corse y Ferrari.
Ese mismo año, ganó las 24 Horas de Dubái en un BMW Z4 oficial de Schubert, y fue piloto invitado en el Gran Premio de Surfers Paradise de V8 Supercars, que disputó en un Holden Commodore junto a Michael Caruso, donde llegó 8º y 21º en las dos carreras.

### Ingreso al DTM

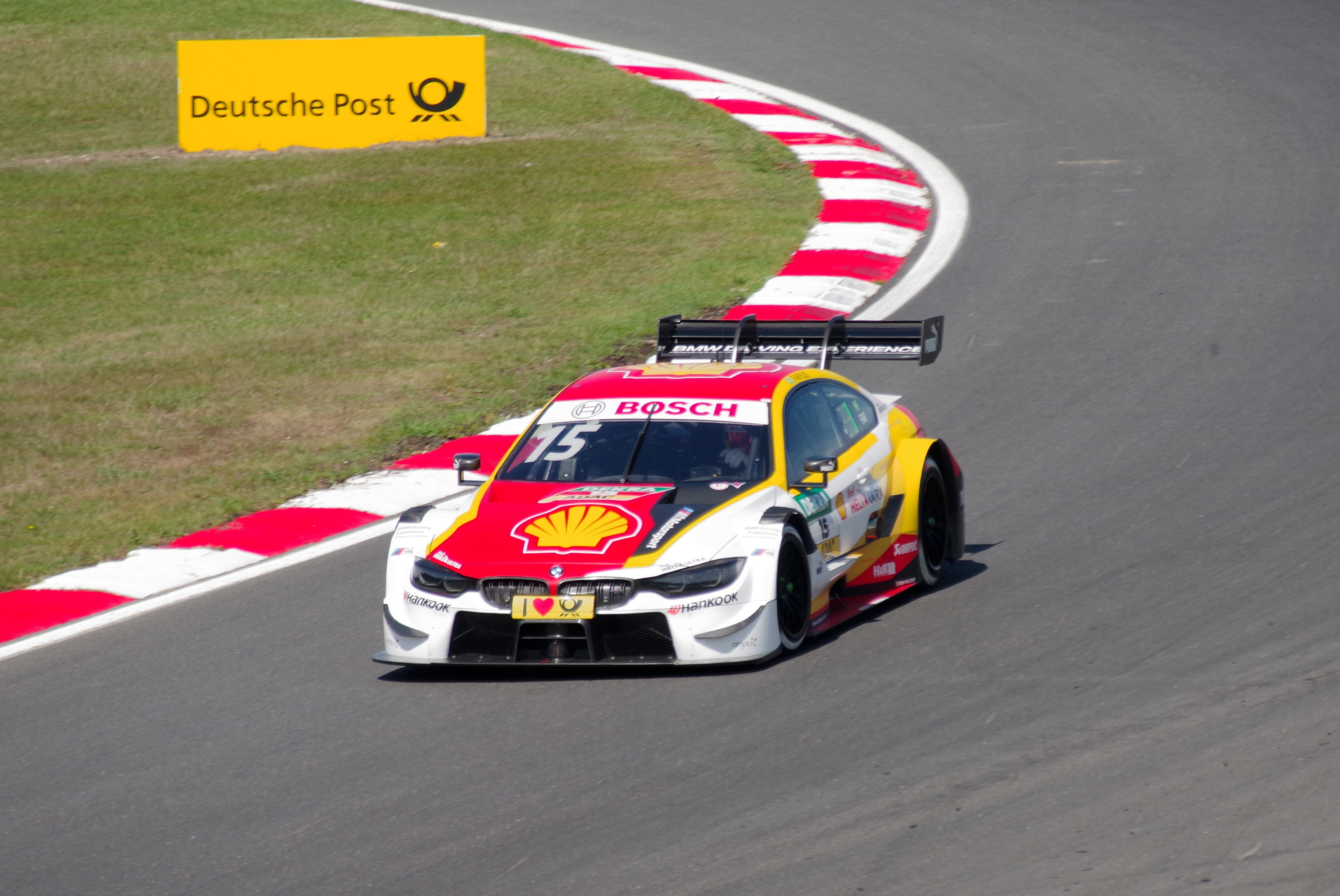
Augusto Farfus corriendo en su última temporada en DTM, Brands Hatch 2018.

El brasileño volvió a correr en turismos en 2012, ya que se unió al equipo RBM del Deutsche Tourenwagen Masters, nuevamente con un BMW M3 oficial. Obtuvo una victoria y tres podios en diez carreras, por lo que quedó séptimo en el campeonato. En 2013 acumuló tres triunfos y cinco podios, de modo que resultó subcampeón por detrás de Mike Rockenfeller de Audi.
Farfus obtuvo un segundo puesto y un quinto en el DTM 2014, para terminar 13º en la clasificación general. Por otra parte, disputó la carrera de invitados del Stock Car Brasil con un Chevrolet Sonic junto a Rubens Barrichello, resultando noveno. A su vez, corrió los 1000 km de Suzuka del Super GT Japonés junto a Jörg Müller y Seiji Ara, donde finalizó tercero en la clase GT300 con un BMW Z4.
En 2015, logró como mejores resultados en el DTM, un segundo lugar y dos cuarto, para resultar 12º en la tabla general. También disputó las 24 Horas de Daytona, las 12 Horas de Sebring y la Petit Le Mans con un BMW Z4 oficial de Rahal de la clase GTLM, resultando segundo en Daytona y cuarto en Road Atkanta. Además disputó las 24 Horas de Nürburgring con Marc VDS culminando cuarto absoluto. Al año siguiente logró un segundo lugar y dos cuartos para finalizar 16º en el campeonato del DTM. Volvió a correr la carrera de invitados del Stock Car Brasil con un Chevrolet Sonic acompañado de Barrichello, resultando 20º.
En 2017 pasó el BMW Team RMG de DTM. Se mantuvo hasta su retiro de esta categoría, al año siguiente, y logró una pole y un podio con este equipo.

### Tras el DTM
En 2019, Farfus condujo un Hyundai i30 N TCR del BRC Racing Team en el WTCR, donde alcanzó dos podios. Ese año y en el siguiente, venció en su categoría (GTLM) en las 24 Horas de Daytona.
En 2021 será piloto de TCR Sudamericano con un Hyundai Elantra N TCR, con Sérgio Jiménez como coequipero y copropietario de la Scuderia FJ.

## Resultados

### Campeonato Mundial de Resistencia de la FIA
(Clave) (negrita indica pole position) (cursiva indica vuelta rápida)

| Año     | Escudería           | Clase     | Automóvil                | 1   | 2   | 3   | 4   | 5   | 6   | 7   | 8   | Pos. | Puntos | Ref.  |
| ------- | ------------------- | --------- | ------------------------ | --- | --- | --- | --- | --- | --- | --- | --- | ---- | ------ | ----- |
| 2018-19 | BMW Team MTEK       | LMGTE Pro | BMW M8 GTE               | SPA | LMS | SIL | FUJ | SHA | SEB | SPA | LMS | 16.º | 32     | [ 3 ] |
| 2018-19 | BMW Team MTEK       | LMGTE Pro | BMW M8 GTE               |     | Ret | Ret |     |     | 7   | 4   | 6   | 16.º | 32     | [ 3 ] |
| 2019-20 | Aston Martin Racing | LMGTE Am  | Aston Martin Vantage AMR | SIL | FUJ | SHA | BHR | COA | SPA | LMS | BHR | 21.º | 23     | [ 4 ] |
| 2019-20 | Aston Martin Racing | LMGTE Am  | Aston Martin Vantage AMR |     |     |     |     |     | 9   | 6   |     | 21.º | 23     | [ 4 ] |

### Copa Mundial de Turismos
(Clave) (negrita indica pole position) (cursiva indica vuelta rápida)

| Año  | Equipo                           | Auto              | 1   | 2   | 3   | 4   | 5   | 6   | 7   | 8   | 9   | 10  | 11  | 12  | 13  | 14  | 15  | 16  | 17  | 18  | 19  | 20  | 21  | 22  | 23  | 24  | 25  | 26  | 27  | 28  | 29  | 30  | Pos. | Pts. |
| ---- | -------------------------------- | ----------------- | --- | --- | --- | --- | --- | --- | --- | --- | --- | --- | --- | --- | --- | --- | --- | --- | --- | --- | --- | --- | --- | --- | --- | --- | --- | --- | --- | --- | --- | --- | ---- | ---- |
| 2019 |                                  |                   | MAR | MAR | MAR | HUN | HUN | HUN | SVK | SVK | SVK | NED | NED | NED | ALE | ALE | ALE | POR | POR | POR | CHN | CHN | CHN | JAP | JAP | JAP | MAC | MAC | MAC | MYS | MYS | MYS | 15°  | 142  |
| 2019 | BRC Hyundai N LUKOIL Racing Team | Hyundai i30 N TCR | 13  | 11  | Ret | 9   | 9   | 8   | 5   | 21  | 7   | Ret | 6   | 4   | 8   | 3   | Ret | 3   | Ret | Ret | 7   | Ret | 4   | 15  | 21  | 22  |     |     |     | 28  | 19  | Ret | 15°  | 142  |